# Andreas Lässig
Andreas Lässig (* 10. November 1971) ist ein ehemaliger deutscher Fußballspieler.

## Karriere
Lässig kam vom FC Germania Forst zur Saison 1989/90 zu Waldhof Mannheim. Waldhof spielte in der Bundesliga, in der Lässig sein Debüt am 33. Spieltag gab. Er wurde in der 69. Spielminute beim Heimspiel gegen Fortuna Düsseldorf von Trainer Günter Sebert eingewechselt. Das Spiel wurde 0:1 verloren. Da Mannheim zum Spielzeitende auf dem vorletzten Platz und somit einem Abstiegsplatz lag, blieb es Lässigs einziges Bundesligaspiel. In der folgenden Saison in der 2. Bundesliga absolvierte er ebenfalls ein Spiel, dieses wurde 2:1 gegen den VfB Oldenburg gewonnen. Die Saison wurde mit Platz sieben beendet und Lässig wechselte ins Amateurlager, wo er die nächsten Jahre für den SV Edenkoben, SV Sandhausen und den SC Hauenstein spielte.